# Chanel Nº5
Chanel N° 5 és un perfum, el primer llançat per la modista francesa d'alta costura Coco Chanel l'any 1921. La fórmula de l'olor de la fragància va ser composta pel químic i perfumista franco-rus Ernest Beaux. El disseny de la seva ampolla ha estat una part important de la marca del producte. Coco Chanel va ser la primera cara de la fragància, apareixent a l'anunci publicat per la revista Harper's Bazaar el 1937.